# Azután
Azután es un municipio y localidad española de la provincia de Toledo, en la comunidad autónoma de Castilla-La Mancha. El término municipal tiene una población de 289 habitantes (INE 2024).

## Toponimia

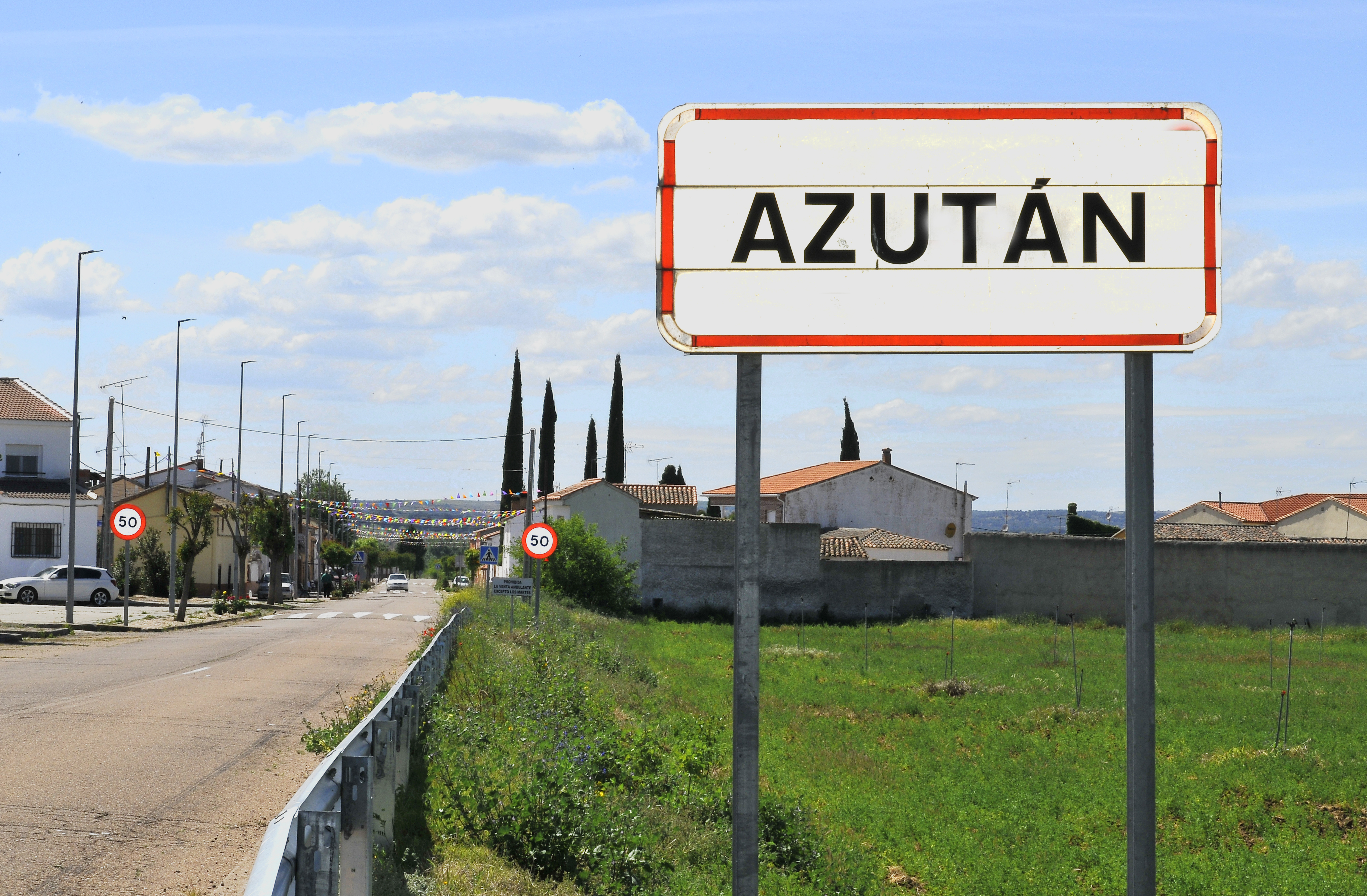
Nombre de la localidad en una señal de carretera

El término Azután deriva de Azoltán o Acotán, nombre de un territorio que poseían unas monjas en la zona.

## Geografía
El municipio se encuentra situado en el llano de una vega en la orilla izquierda del río Tajo. Pertenece a la comarca de la Campana de Oropesa, aunque geográficamente está en la de La Jara. Linda con los términos municipales de Villar del Pedroso en la provincia de Cáceres y Alcolea de Tajo, El Puente del Arzobispo, El Bercial, Aldeanueva de Barbarroya y Navalmoralejo en la de Toledo.
Posee un bosque mediterráneo en el que predominan las encinas y alcornoques, monte bajo, y un pantano artificial en la desembocadura del río Uso de interés natural.

## Historia

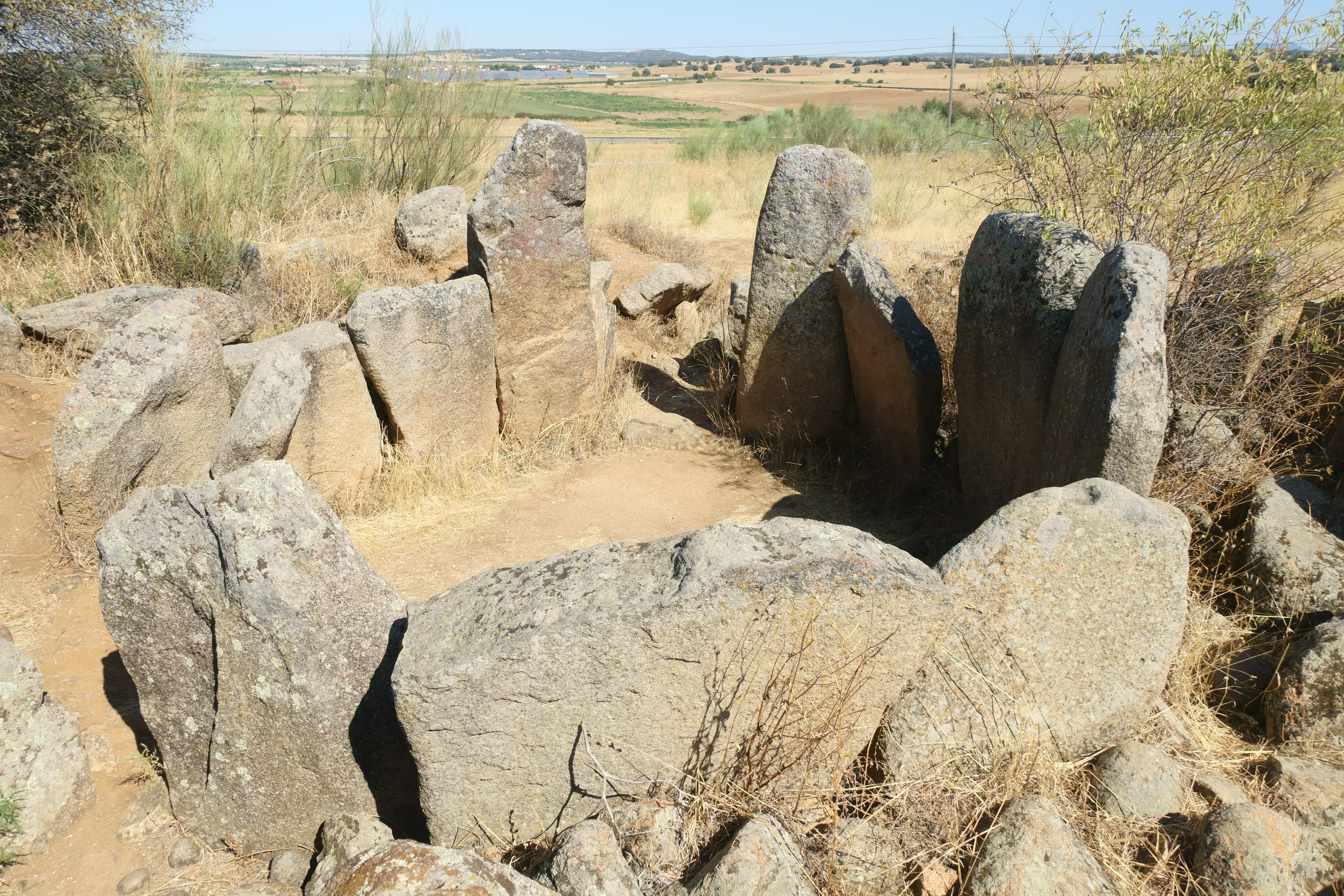
Dolmen de Azután

En su término municipal existen asentamientos desde el Paleolítico, prueba de ello es el dolmen de Azután. También existen evidencias de asentamientos visigóticos y musulmanes. El 23 de enero de 1260 Alfonso X la donó a Leocadia Fernández, abadesa del Monasterio de San Clemente de Toledo. El 7 de mayo de 1274, Leocadia redacta una carta-puebla donde dice Otorgamos la heredad de Acotán a todos aquellos que quisieran poblar y vivir so nos y ser nuestro vasallos..., naciendo así la villa. La administración municipal se componía de escribano, que era nombrado por la abadesa. Hay constancia de que en 1761 fue párroco de la localidad Juan Álvarez de Castro, nombrado obispo de Coria más adelante y asesinado por los franceses durante la Guerra de la Independencia Española.
Hacia mediados del siglo XIX, la villa tenía contabilizada una población de 219 habitantes. Por entonces se dedicaba a la producción de trigo, cebada, garbanzos y habas. El presupuesto municipal era de 3000 reales. Aparece descrita en el tercer volumen del Diccionario geográfico-estadístico-histórico de España y sus posesiones de Ultramar de Pascual Madoz de la siguiente manera:

AZUTAN: v. con ayunt. de la prov. y dióc. de Toledo (20 leg.), part. jud. del Puente del Arzobispo (1/2), aud. terr. de Madrid (27), c. g. de Castilla la Nueva: sit. sobre el llano de una vega bastante dilatada á la márg. izq. del r. Tajo, goza de templado clima, aunque demasiado caluroso en el estío, y sus enfermedades son tercianas, que algunas veces degeneran en inflamatorias: tiene 50 casas bajas y de pocas comodidades, municipal, cárcel é igl. parr. con la advocación de Santiago Apóstol: confina el term. por N. con el r. Tajo á 1/2 cuarto de leg.; E. y S. Navalmoralejo; O. el Villar, estos á 1/2 leg. estiéndose al S. hasta 3/4, y comprende el monte llamado Fuentidueña, medio poblado de encina 500 pasos al S. de la v., y los reducidos de la deh. y dehesilla 1/2 cuarto de leg. al O.: el terreno es mediano en su mayor parte, y el de la vega es de buena calidad: le baña el r. Tajo segun hemos dicho: los caminos son de herradura en mal estado, que se dirijen á Alcaudete de la Jara y la Estrella: el correo se recibe en Oropesa por medio de balijero los lunes, jueves y sábados de cada semana: prod. trigo, cebada, garbanzos y habas; se mantiene algun ganado vacuno, de cerda y lanar; caza y pesca del r.: pobl. 58 vec. 219 alm.: cap. prod. 1,006,177 rs.: imp. 25,755: contr. 74 p§: presupuesto municipal 3,000 que se cubre con el prod. de 100 fan. de tierra en la deh. boyal.
(Madoz, 1846, p. 225)

Actualmente la localidad depende de la pequeña central hidroeléctrica así como de la actividad agrícola y ganadera.

## Demografía
Cuenta con una población de 289 habitantes (INE 2024).

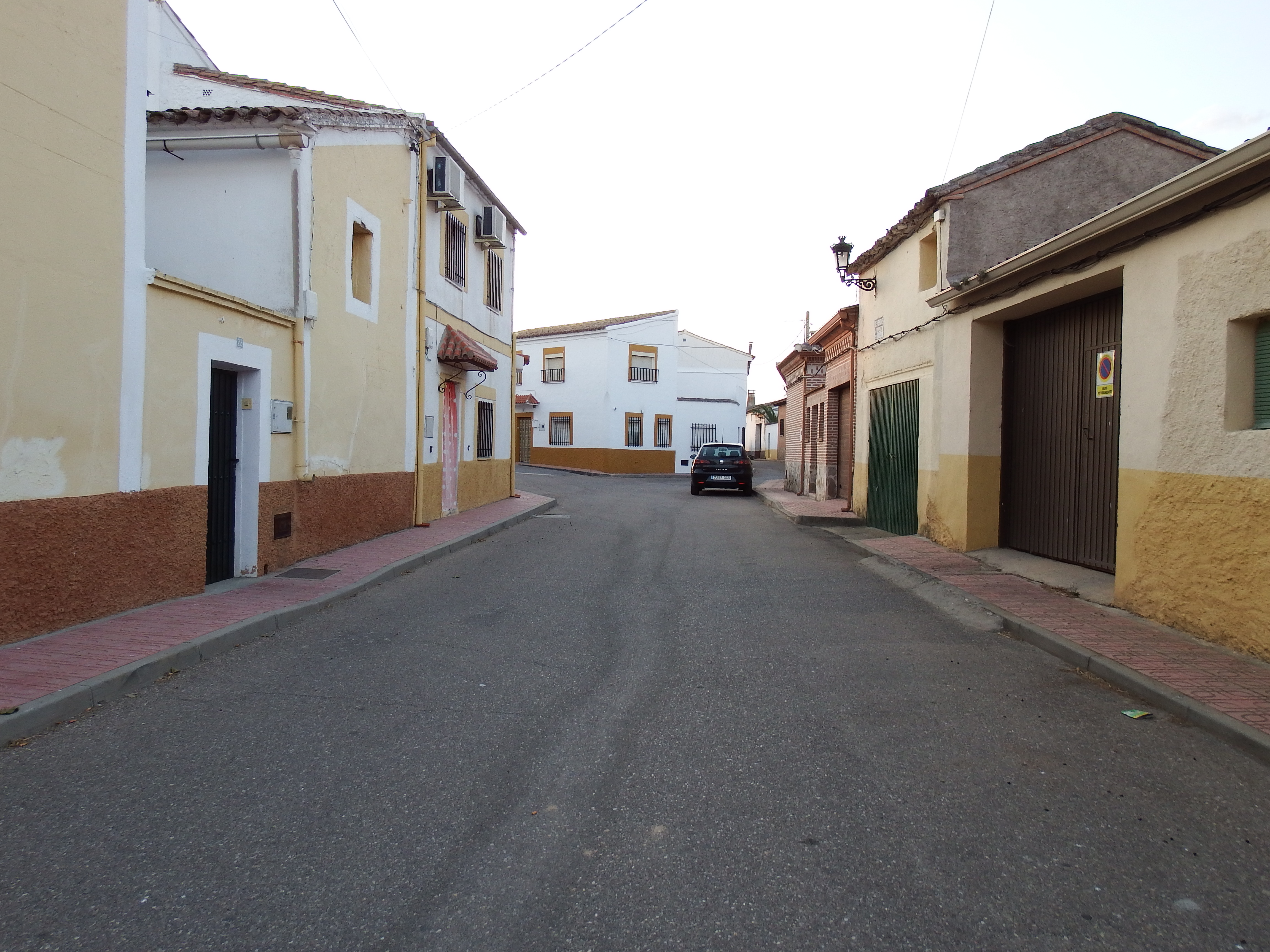
Calle de Azután

| Gráfica de evolución demográfica de Azután entre 1842 y 2021                                                          |
| |
| Población de derecho según los censos de población del INE. Población de hecho según los censos de población del INE. |

## Administración
| Periodo   | Nombre                      | Partido       |
| --------- | --------------------------- | ------------- |
| 1979-1983 | Celestino Yuncal Navas      | PCE           |
| 1983-1987 | Celestino Yuncal Navas      | PSOE          |

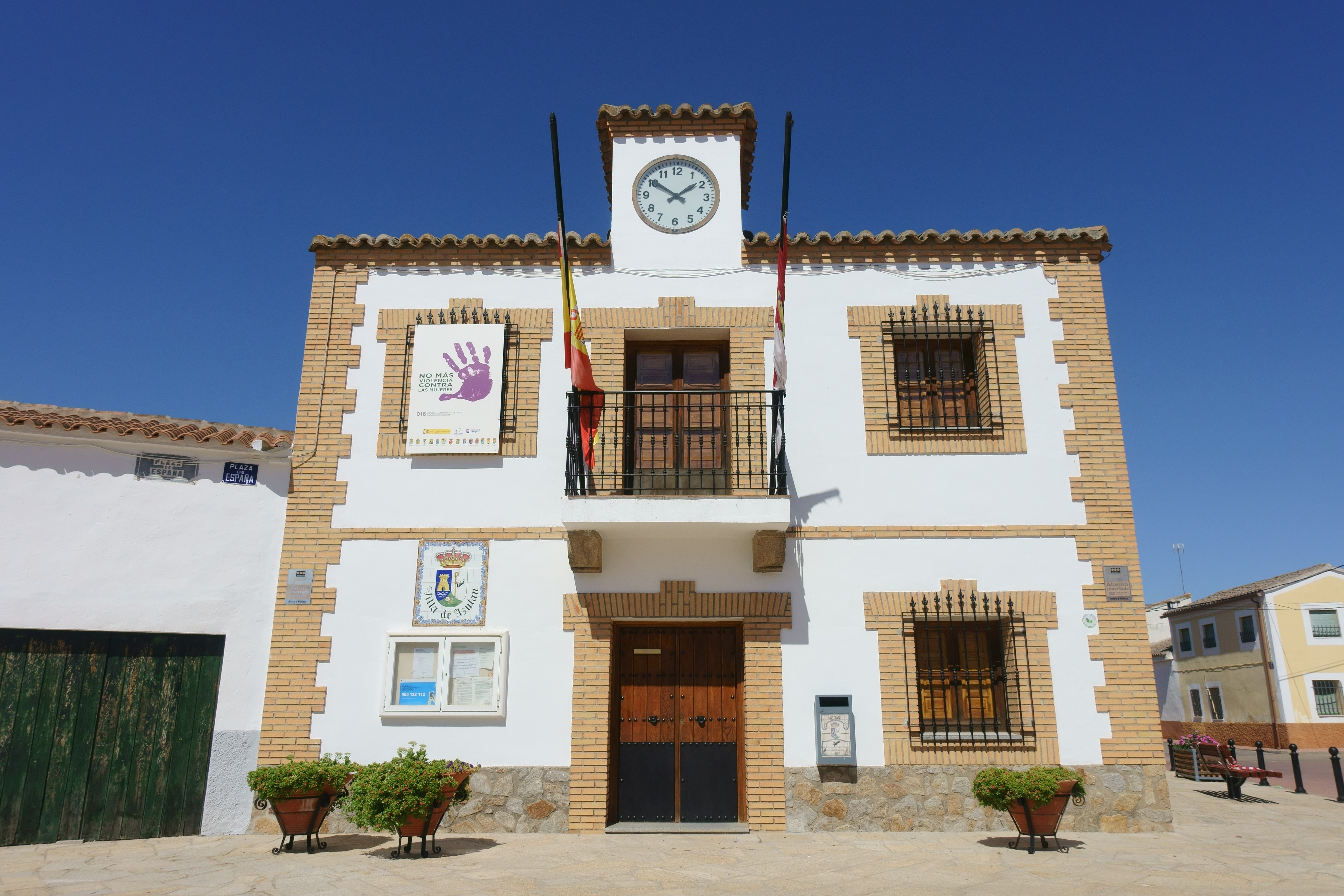
Casa consistorial

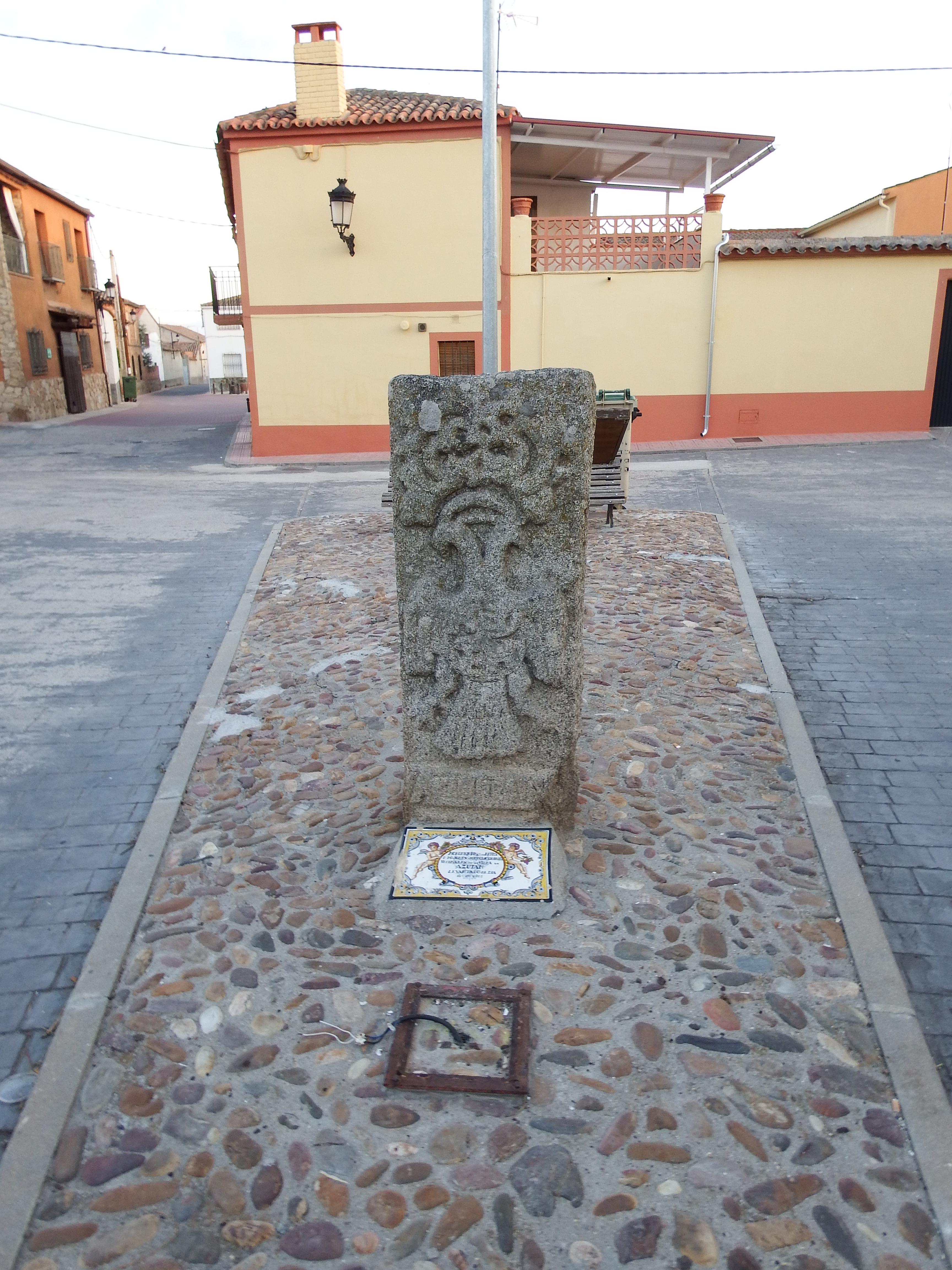
Monumento a los hitos o mojones jurisdiccionales

| 1987-1991 | José Luis Toledano Burgueño | PP            |
| 1991-1995 | Celestino Yuncal Navas      | PSOE          |
| 1995-1999 | Celestino Yuncal Navas      | PSOE          |
| 1999-2003 | Anastasio San Román Devia   | Independiente |
| 2003-2007 | Celestino Yuncal Navas      | PSOE          |
| 2007-2011 | Celestino Yuncal Navas      | PSOE          |
| 2011-2015 | Celestino Yuncal Navas      | PSOE          |
| 2015-2019 | Eduardo Cabello Pina        | PP            |
| 2019-2023 | Lorena Muñoz Díaz           | PSOE          |

## Patrimonio

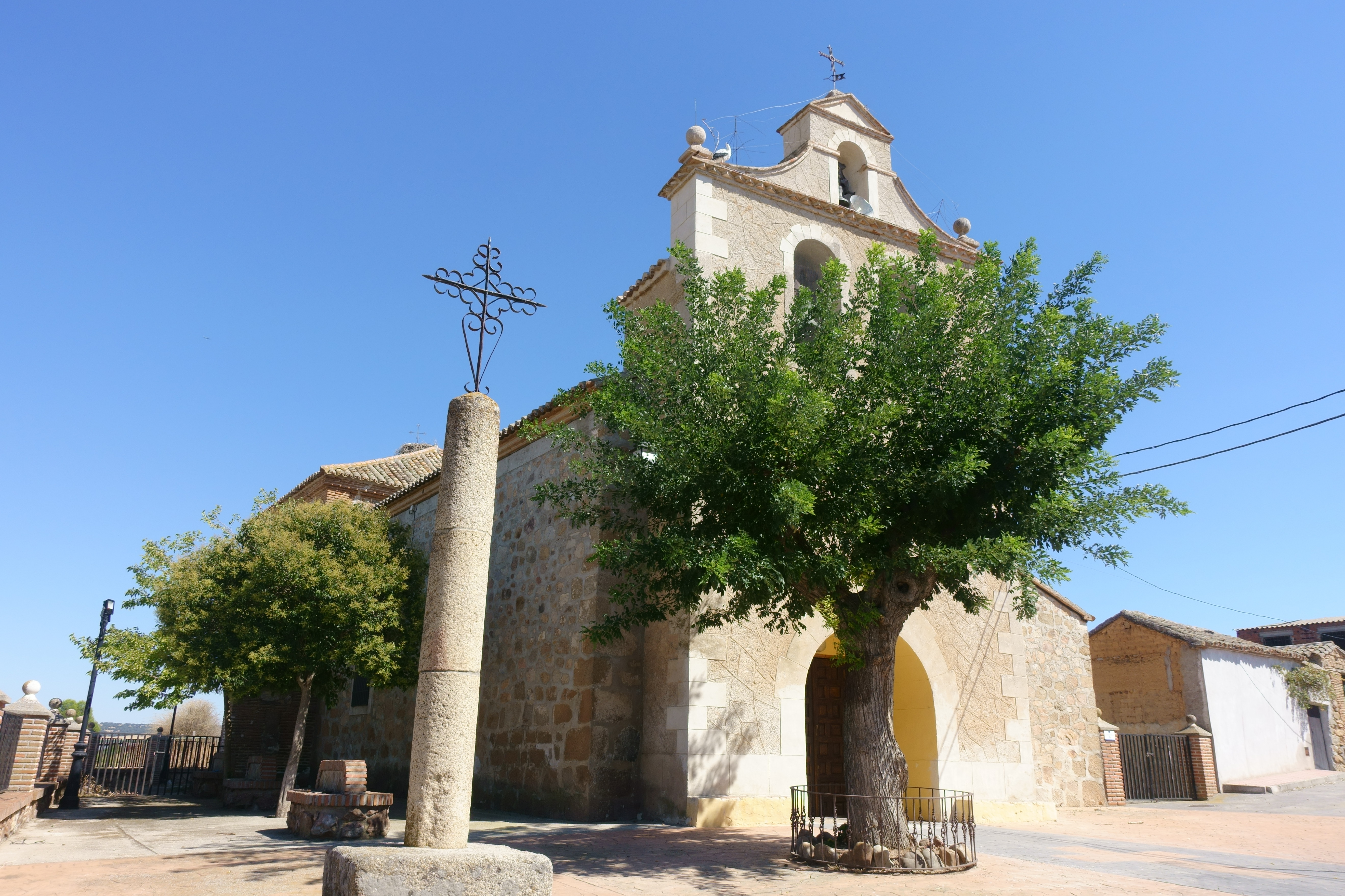
Iglesia de Santiago Apóstol

En el municipio se encuentra la iglesia parroquial de Santiago Apóstol, el dolmen prehistórico y el Pino Royo, símbolo de la fundación del municipio.

## Fiestas
- 28 de abril: Cristo del Amparo.
- 16 de julio: Virgen del Carmen.